# Dijjer
Dijjer est un outil de téléchargement rapide des fichiers volumineux du Web par la technique du peer-to-peer : lorsqu'un serveur HTTP met à disposition un fichier, chaque utilisateur qui le télécharge deviendra à son tour serveur de ce fichier.
Il a pour caractéristique de ne pas nécessiter de serveur tracker, ce qui améliore fortement la confidentialité du système et donc la sécurité de ses utilisateurs.
Dijjer a été créé par Ian Clarke (en), créateur de Freenet (réseau fondé sur une architecture P2P) avec pour objectif le respect de la vie privée à travers le chiffrement (encryption) et la distribution du contenu, préservant ainsi l'anonymat des utilisateurs.
Malgré ses fonctionnalités innovantes, Dijjer n'a pas rencontré le succès.